# Turistická značená trasa 7936
 Turistická značená trasa 7936 je 1 km dlouhá žlutě značená trasa Klubu českých turistů v okrese Jeseník spojující dvojici turistických tras mezi Jeseníkem a Rejvízem. Převažující směr trasy je severní.

## Průběh trasy
Turistická trasa má svůj počátek na rozcestí se zeleně značenou trasou 4807 spojující Jeseník s Rejvízem přes Dětřichov. Mírně stoupá po zpevněné lesní cestě severním směrem na koncové rozcestí s červeně značenou trasou 0601 spojující stejné lokality přes Zlatý chlum.